# Niederähren
Niederähren ist ein Ortsteil der Ortsgemeinde Seifen im Landkreis Altenkirchen (Westerwald) in Rheinland-Pfalz. Der Ort gehört der Verbandsgemeinde Altenkirchen-Flammersfeld an.

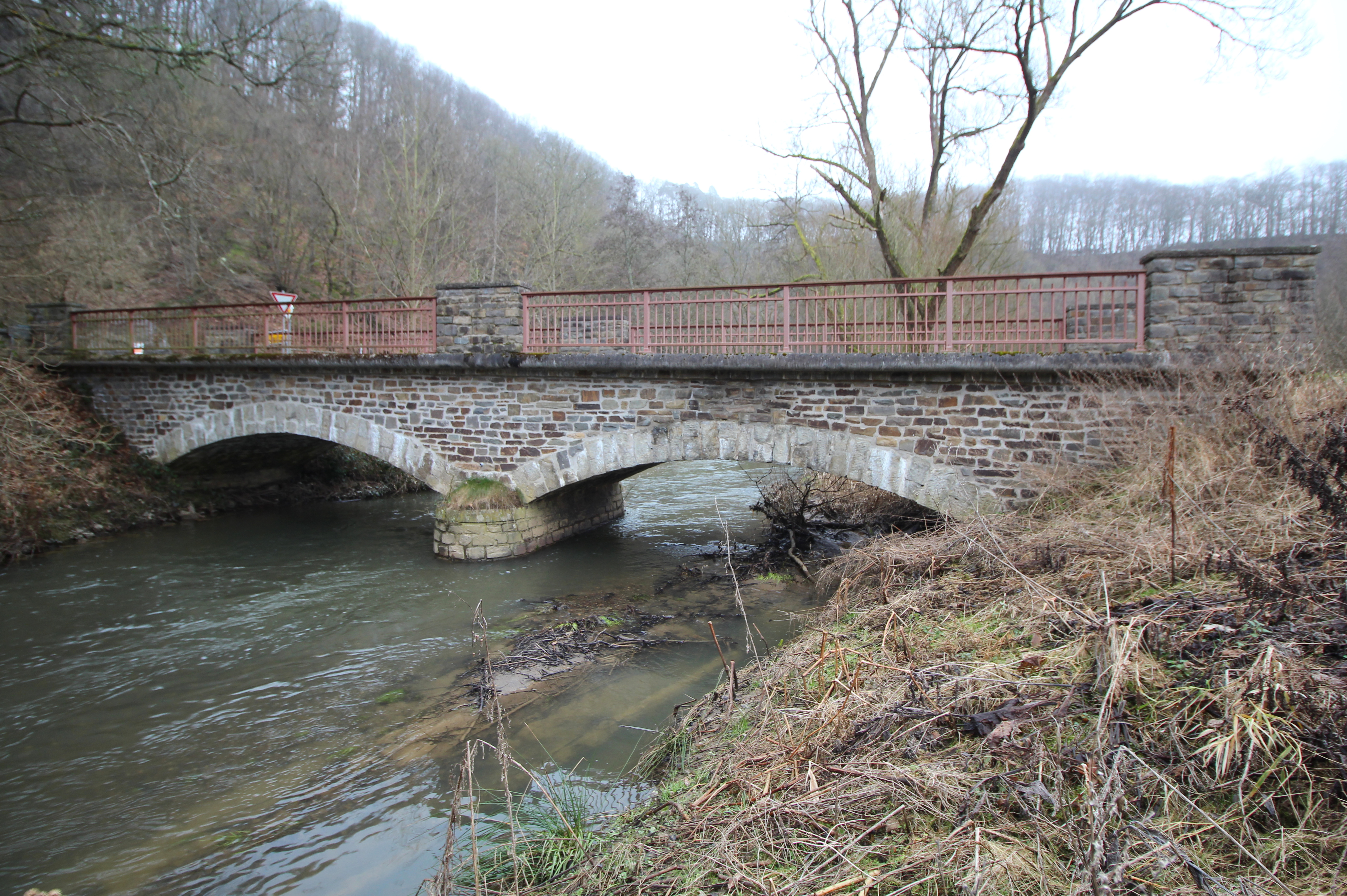
Die Steinbrücke über den Holzbach bei Niederähren

## Lage
Niederähren liegt im Holzbachtal am Rande des Naturparks Rhein-Westerwald, etwa neun Kilometer südwestlich von Altenkirchen (Westerwald). Die Gemarkung von Niederähren grenzt im Norden an Seifen und an Niederwambach, im Osten an Ascheid sowie im Süden und Westen an Oberähren. Somit ist Niederähren im Osten, Süden und Westen vom Landkreis Neuwied umgeben. Auf der Gemarkung von Niederähren fließt der Wambach in den Holzbach.
Niederähren liegt an einer Gemeindestraße, etwa 150 Meter südlich der Landesstraßen 267 zwischen Altenkirchen und Puderbach und 269 nach Oberlahr. Südlich von Niederähren liegt die Strecke der stillgelegten Bahnstrecke Engers–Au.

## Geschichte
Das Dorf Niederähren ist aus der historischen Hofwüstung Ähren hervorgegangen und gehörte zunächst zur Grafschaft Sayn und später von 1636 bis 1799 zur Grafschaft Sayn-Hachenburg und dort zum Kirchspiel Schöneberg. Danach gehörte Niederähren zum Fürstentum Nassau-Weilburg und anschließend ab 1806 zum Herzogtum Nassau. Dort war Niederähren ein Dorf im Amt Schöneberg im Regierungsbezirk Ehrenbreitstein. Nach den Vereinbarungen auf dem Wiener Kongress im Jahr 1815 kam das Kirchspiel Schöneberg zum Königreich Preußen. Der Ort gehörte dort der Bürgermeisterei Flammersfeld im Kreis Altenkirchen im Regierungsbezirk Coblenz an. Seit 1822 war Niederähren ein Teil der Rheinprovinz.
1884 wurde das Holzbachtal durch die Bahn erschlossen, die vor allem dem Transport der in den umliegenden Bergwerken abgebauten Eisenerzen diente. Die Bürgermeisterei Flammersfeld wurde 1927 in Amt Flammersfeld umbenannt, woraus zum 1. Januar 1968 die Verbandsgemeinde Flammersfeld entstand. Der Verkehr auf der sogenannten Holzbachtalbahn (Bahnstrecke Engers–Au) wurde 1984 größtenteils eingestellt.